# Río Buritaca
Le río Buritaca est un fleuve de Colombie.

## Géographie
Le río Buritaca prend sa source dans la Sierra Nevada de Santa Marta, dans le nord du département de Magdalena. Il coule ensuite vers le nord-est puis le nord avant de se jeter dans la mer des Caraïbes.